# Dél-Jemen az 1988. évi nyári olimpiai játékokon
A Jemeni Népköztársaság (röviden: Dél-Jemen) csak egyetlen alkalommal, 1988-ban a dél-koreai Szöulban vett részt önálló csapattal az olimpiai játékokon. Az országot az olimpián 2 sportágban 5 sportoló képviselte, akik érmet nem szereztek.
A Jemeni Arab Köztársasággal (Észak-Jemen) való egyesülése után, 1992-től már Jemen néven szerepel az egykori két ország a nyári sportünnepeken.

## Atlétika
Férfi
| Versenyző            | Versenyszám | Előfutam | Előfutam | Előfutam | Negyeddöntő | Negyeddöntő | Negyeddöntő | Elődöntő | Elődöntő | Elődöntő | Döntő   | Döntő    |
| Versenyző            | Versenyszám | Idő      | Hely.    | Össz.    | Idő         | Hely.       | Össz.       | Idő      | Hely.    | Össz.    | Idő     | Helyezés |
| -------------------- | ----------- | -------- | -------- | -------- | ----------- | ----------- | ----------- | -------- | -------- | -------- | ------- | -------- |
| Ehab Fuad Ahmed Nagi | 100 m       | 11,53    | 8.       | 98.      | kiesett     | kiesett     | kiesett     | kiesett  | kiesett  | kiesett  | kiesett | kiesett  |
| Sahim Saleh Mehdi    | 200 m       | 22,95    | 8.       | 70.      | kiesett     | kiesett     | kiesett     | kiesett  | kiesett  | kiesett  | kiesett | kiesett  |
| Farouk Ahmed Sayed   | 5000 m      | 15:11,20 | 18.      | 50.      |             |             |             | kiesett  | kiesett  | kiesett  | kiesett | kiesett  |

## Ökölvívás
| Versenyző             | Versenyszám | Selejtező                   | 32-es főtábla               | Nyolcaddöntő      | Negyeddöntő       | Elődöntő          | Döntő             | Helyezés |
| Versenyző             | Versenyszám | Ellenfél Eredmény           | Ellenfél Eredmény           | Ellenfél Eredmény | Ellenfél Eredmény | Ellenfél Eredmény | Ellenfél Eredmény | Helyezés |
| --------------------- | ----------- | --------------------------- | --------------------------- | ----------------- | ----------------- | ----------------- | ----------------- | -------- |
| Mohamed Mahfood Sayed | Légsúly     | erőnyerő                    | Emmanuel Nsubuga (UGA) · KO | kiesett           | kiesett           | kiesett           | kiesett           | 17.      |
| Ali Mohamed Jaffer    | Pehelysúly  | Wanchai Pongsri (THA) · RSC | kiesett                     | kiesett           | kiesett           | kiesett           | kiesett           | 33.      |

RSC – a játékvezető megállította a mérkőzést